# MTV Video Music Awards de 1987
O MTV Video Music Awards de 1987 foi transmitido ao vivo em 11 de setembro de 1987, tendo premiado os melhores videoclipes lançados entre 1 de julho de 1986 e 30 de junho de 1987. O programa foi apresentado pelos VJs da MTV Downtown Julie Brown, Carolyn Heldman, Kevin Seal, Michael Tomioka e Dweezil Zappa, e teve lugar no Anfiteatro da Universal, em Los Angeles.

## Nomeações
Os vencedores aparecem a negrito.

### Videoclipe do Ano
- Peter Gabriel — "Sledgehammer"
- Genesis — "Land of Confusion"
- Paul Simon — "The Boy in the Bubble"
- U2 — "With or Without You"
- Steve Winwood — "Higher Love"

### Melhor Videoclipe Masculino
- David Bowie — "Day-In Day-Out"
- Peter Gabriel — "Sledgehammer"
- Robert Palmer — "I Didn't Mean to Turn You On"
- Paul Simon — "You Can Call Me Al"
- Steve Winwood — "Higher Love"

### Melhor Videoclipe Feminino
- Kate Bush — "The Big Sky"
- Janet Jackson — "Nasty"
- Cyndi Lauper — "True Colors"
- Madonna — "Open Your Heart"
- Madonna — "Papa Don't Preach"

### Melhor Videoclipe de Grupo
- The Bangles — "Walk Like an Egyptian"
- Crowded House — "Don't Dream It's Over"
- Eurythmics — "Missionary Man"
- Talking Heads — "Wild Wild Life"
- U2 — "With or Without You"

### Melhor Novo Artista num Videoclipe
- Robert Cray — "Smoking Gun"
- Crowded House — "Don't Dream It's Over"
- The Georgia Satellites — "Keep Your Hands to Yourself"
- Bruce Hornsby and The Range — "The Way It Is"
- Timbuk3 — "The Future's So Bright, I Gotta Wear Shades"

### Melhor Conceito num Videoclipe
- Eurythmics — "Missionary Man"
- Peter Gabriel — "Big Time"
- Peter Gabriel — "Sledgehammer"
- Genesis — "Land of Confusion"
- Talking Heads — "Wild Wild Life"

### Melhor Videoclipe de um Filme
- Eric Clapton — "It's in the Way That You Use It" (de The Color of Money)
- Rodney Dangerfield — "Twist and Shout" (de Back to School)
- Aretha Franklin — "Jumpin' Jack Flash" (de Jumpin' Jack Flash)
- Ben E. King — "Stand by Me" (de Stand by Me)
- Talking Heads — "Wild Wild Life" (de True Stories)

### Videoclipe Mais Experimental
- Eurythmics — "Missionary Man"
- Peter Gabriel — "Sledgehammer"
- Genesis — "Land of Confusion"
- Huey Lewis & The News — "Hip to Be Square"
- Paul Simon — "The Boy in the Bubble"

### Melhor Atuação de Palco num Videoclipe
- Bon Jovi — "Livin' on a Prayer"
- Bon Jovi — "You Give Love a Bad Name"
- Run-D.M.C. (featuring Aerosmith) — "Walk This Way"
- Bruce Springsteen and The E Street Band — "Born to Run"
- Bruce Springsteen and The E Street Band — "War"

### Melhor Atuação Geral num Videoclipe
- Peter Gabriel — "Sledgehammer"
- Janet Jackson — "Nasty"
- Madonna — "Papa Don't Preach"
- Run-D.M.C. (featuring Aerosmith) — "Walk This Way"
- U2 — "With or Without You"

### Melhor Direção
- Crowded House — "Don't Dream It's Over"
- Peter Gabriel — "Sledgehammer"
- Genesis — "Land of Confusion"
- U2 — "With or Without You"
- Steve Winwood — "Higher Love"

### Melhor Coreografia
- The Bangles — "Walk Like an Egyptian"
- Janet Jackson — "Nasty"
- Janet Jackson — "When I Think of You"
- Madonna — "Open Your Heart"
- Steve Winwood — "Higher Love"

### Melhores Efeitos Especiais
- Eurythmics — "Missionary Man"
- Peter Gabriel — "Big Time"
- Peter Gabriel — "Sledgehammer"
- Genesis — "Land of Confusion"
- Paul Simon — "The Boy in the Bubble"

### Melhor Direção de Arte
- Breakfast Club — "Right on Track"
- Peter Gabriel — "Sledgehammer"
- Genesis — "Land of Confusion"
- Madonna — "Open Your Heart"
- Paul Simon — "The Boy in the Bubble"

### Melhor Edição
- Bon Jovi — "Wanted Dead or Alive"
- Eurythmics — "Missionary Man"
- Peter Gabriel — "Sledgehammer"
- Robbie Nevil — "C'est La Vie"
- U2 — "With or Without You"
- Steve Winwood — "Higher Love"

### Melhor Cinematografia
- Cyndi Lauper — "What's Going On"
- Madonna — "Papa Don't Preach"
- Robbie Nevil — "C'est La Vie"
- U2 — "With or Without You"
- Steve Winwood — "Higher Love"

### Escolha dos Espectadores
- Peter Gabriel — "Sledgehammer"
- Genesis — "Land of Confusion"
- Paul Simon — "The Boy in the Bubble"
- U2 — "With or Without You"
- Steve Winwood — "Higher Love"

### Prêmio Video Vanguard
- Peter Gabriel
- Julien Temple

## Atuações
- Los Lobos — "La Bamba"
- Bryan Adams — "Only the Strong Survive"/"Victim of Love"
- The Bangles — "Walk Like an Egyptian"/"Walking Down Your Street"
- Bon Jovi — "Livin' on a Prayer"
- Crowded House — "Don't Dream It's Over"/"Now We're Getting Somewhere"
- Madonna — "Causing a Commotion"
- Whitesnake — "Still of the Night"
- Whitney Houston — "I Wanna Dance with Somebody (Who Loves Me)"/"Didn't We Almost Have It All"
- The Cars — "You Are the Girl"/"Double Trouble"
- David Bowie — "Never Let Me Down"
- Prince — "Sign "O" the Times"/"Play in the Sunshine"
- Cyndi Lauper — "Change of Heart"/"True Colors"
- Run-D.M.C. (featuring Steven Tyler e Joe Perry) — "Walk This Way"